# 無敵看板娘
『無敵看板娘』（むてきかんばんむすめ）は、佐渡川準による日本のギャグ漫画作品、およびそれを原作としたテレビアニメ作品。
『週刊少年チャンピオン』（秋田書店）において2002年25号から、2006年13号まで連載された。単行本は全17巻。その後1か月の間を空けて、『無敵看板娘N』（むてきかんばんむすめナパーム〈以下『N』〉）という名で復活し、同誌で2007年22・23合併号まで連載された。単行本もN（ナパーム）名義で1巻から再びカウントが始まった。こちらの単行本は全5巻。チャンピオン系の増刊で番外編も描かれたが、単行本未収録。
2006年（平成18年）7月から9月までテレビアニメが放送された。

## 作品概要
花見町を舞台に、中華料理屋（ラーメン屋）の元気な看板娘にして主人公である鬼丸美輝と商店街の面々や常連客が巻き起こす「無駄に熱いバトル」が展開されるスラップスティックコメディー。各々の登場人物は最初の頃はまだ現実味がある運動能力だが、話が進むにつれて人間離れぶりがエスカレートしていく。主人公自らが平和で人情味溢れる商店街に混乱をまき起こす物語である。
『N』最終巻のコメントによると『N』は当初4話の短期集中連載になるはずだったとのこと。また、『N』のキャラクター紹介も兼ねた見開き扉に描かれながらも、黒服の2人組は未登場に終わった。

## 登場人物
※ 登場人物の年齢は、『無敵看板娘』時のものだが、特記しているのは、『N』のもの。
※ 「声」はアニメ版における担当声優。

### 花見町商店街
鬼丸 美輝（おにまる みき）
声 - 生天目仁美
物語の主人公で中華料理屋「鬼丸飯店」の看板娘。味音痴ではないが行き当たりばったりで調理することから料理の腕は最悪、洗い物をすれば暴れてどんぶりを二つ三つおしゃかにする、出前をすれば必ず寄り道をし、事によれば出前を忘れてそのまま帰ってきたりもするなど、お店には全く貢献していない。ただ喧嘩など戦いには滅法強く、また弱きを助け強きを挫く「独自の正義感」から不良を成敗するなど、様々なところで暴れ回っている。そのため、不良からは「大戦鬼」の異名で恐れられている（アニメでは使われなかった）。本作中「（頭の中が）最狂」の人物。故に刃物を持たせると非常に危険。また常人を超えた体力を持ち、客引きと称して当たり屋まがいの行動をしたり、店に突っ込んできたトラックを別の方向へ投げたりなどの行動をとる。
「鬼丸流葬兵術（おにまるりゅうそうへいじゅつ）」と自称する一連の技を操るが、技自体はほとんどがその場の勢いに任せた即興の喧嘩技で、実質的に余りあるパワーで相手を圧倒している。ただし、母親の真紀子にだけは絶対に勝てない。彼女と真紀子、あるいは勘九郎とのフルコンタクト・無制限一本勝負が、鬼丸飯店常連客の間では名物の一つとなっている。
口調は男っぽくて性格はがさつ、化粧に疎かったりと女性らしい一面は全くない。その性格と常時「半そでシャツに小学生のようなスカート・頭に布巾で前掛け」というファッションセンスの無さ、更には目先の喧嘩に飛び付く鉄火肌のせいでスタイルやルックス自体はいいのだが色気は皆無。衣服も普段着以外は休日などに着る妙な文字がプリントされたTシャツ以外は持っておらず殆ど着た切り雀同然だが、豚のぬいぐるみが好きだったり、求愛されて戸惑いつつもまんざらでもない表情を浮かべたり（ただし、相手はトド）、「愛」という言葉に動揺したりと、女の子らしい一面を見せることもある。時折優しい言動も見られるが、女性的な優しさなどではなく「百獣の王」の漢気溢れる優しさである。子供達とよく遊ぶためか、子供にはかなり人気がある。恐ろしいほどにくじ運がない。
酒を飲んで酔うと別人格になってしまい、お淑やかで常識的かつ繊細な性格になり、スカートの短さを恥ずかしがったりする。また、髪型がツインテールからポニーテールに変化する。これはこれで普段とのギャップが激しいため、周囲には怖がられている。酔った次の日には一部始終を忘れるため、彼女にはここ数年花見（酔った日）の記憶が無い。
美輝とめぐみの年齢は20歳であると、原作者の佐渡川がアニメのアフレコの時に言っていたらしい。ただ、アニメ限定の設定であることも匂わせており、原作における年齢は不明である。もっとも、小学校の同窓生に大学生や1児の母がいる事から、20歳前後なのは確かなようである（原作でも未成年者であると言及されておらず、「君が壊れた時」では初めから飲酒可能な年齢である事を暴露している）。
第1話でいきなり嘔吐した前代未聞のヒロイン。作者によるとモデルは「ゴジラ」とのこと。
「週刊少年チャンピオン」30周年記念トレーディングフィギュアのシークレットキャラに採用されている。
鬼丸 真紀子（おにまる まきこ）
声 - 定岡小百合
美輝の母親。中華料理屋「鬼丸飯店」を事実上一人で切り盛りしている女傑。料理の味は美味しくボリュームもあるため、花見町でもかなり人気のある店となっており出前も絶えない。勤勉第一で美輝には厳しいが町の人達には温厚なおかみさんとして人気がある模様。若い時は今と変わらぬ怪力はあれど、かなり美人だった。
本作中で「最強」且つ「最恐」。美輝との腕相撲に小指一本で勝つほどで、美輝が手も足も出ない唯一の人物。美輝も何度か下克上を謀っているが、ほぼ一閃で沈められている。いつも出前をサボっている美輝に頭を抱えているが、何度言っても・あるいは殴っても道草癖が治らないため、半ば呆れ気味に諦めている。美輝が出前で道草を食って帰って来ない時にはやむを得ず出前に出る事もある。なお、数少ない苦手なものは蜘蛛とダジャレを言う事。常に美輝には厳しいが彼女が欲しがっていたテレビや靴をこっそり買うなど時々優しさも垣間見える。
味音痴でもないのにゲテモノ料理を平然と食べられるという脅威の味覚を持ち、毒入り料理を食しても何ともなかった。
鬼丸飯店の入り口にあるマットで大木を真っ二つにしているほか、四股（しこ）を踏むと大地がひび割れるなど、人間離れした技を持つ。
太田 明彦（おおた あきひこ）
声 - 中村悠一
鬼丸飯店の隣にある八百屋「八百黒」の店主。主にみんなの突っ込み役。本作における数少ない常識人の1人ではあるものの、こと趣味に関してだけは戦隊モノ（作中劇作品）の熱烈なオタクという一面を持ち、その伝説と化しているほどのオタクぶりを逆に周囲から突っ込まれている。その情熱はすさまじく、生半可な気持ちで手を出した者にかなりの勢いで怒る場面もたびたびある。大学在学中は「ヒーロー研究会」に所属。この他に魔法少女モノのフィギュアを所有している。
勘九郎と高校の同級生であり、年齢は22歳くらい。3月生まれ。めぐみの初登場の時、美輝とめぐみの関係について「昔から仲が悪かった」と知っていたことから、美輝たちとは長い付き合いだと思われる。独身であり、家族は物語には登場していない（店の運営は彼一人でやっており、また、家にも彼一人で住んでいる模様）。自動車の免許を保有している。
勘九郎に「働き過ぎ」と言われるように、生業に関しては勤勉で実直。ただし、何かにはまると突然店を休んで没頭する事も。デザインセンスがあるらしく、これまでも「深淵の戦士アクアカイザー」というキャラクターやらシーレンジャーの頭部の形の山車やらを作っている。また、くじ運のなさは美輝ほどではないが、トレーディングカードのダブりが非常に多く、本人もそれを大いに気にしている。戦隊モノが絡むと異常な執着心で美輝やカンナを凌ぐ。
神無月 めぐみ（かんなづき めぐみ）
声 - 小清水亜美
鬼丸飯店の向かいのパン屋「ユエット」の看板娘。美輝の小学生からの同級生にして幼馴染。美輝を看板娘としてライバル視しており、小学生時代から喧嘩を繰り返してはその度に殴られていたため、根が深い恨みを持つ。夜中に鬼丸飯店の自転車をパンクさせたり、町中に「鬼丸速報」なる中傷ビラをばらまいたりと、様々な陰湿な手で鬼丸飯店の評判を落とそうと企てている。
縦ロールをポニーテールにした金髪が自慢だが、よく美輝に弄られる。本性はともかく外見は美人で人当たりも良く、口調もお嬢様口調を用いるなど、美輝とは（色々な意味で）正反対に女の子らしい性格である。美輝と違い衣服も大量に所有しており、フリルの付いた可愛らしいものが多い。トレードマークの縦ロールは『N』で若干デザインが変更されている。
特技はフランクフルトの串投げで、常時自家製の串を持ち歩いている。普段はエプロンのポケットに入れているが、ガーターの周囲や運動着の後ろポケットなどにも暗器のように仕込んでいる。この技は小学校時代に担任の先生のチョーク投げで美輝が攻撃を受けているのを見て、先生から習った技である。ペットであるサソリの「ポエミィちゃん」やヤドクガエルの「きららちゃん」の毒を串に塗る時もある。串投げはほぼ百発百中で、店内では迷い込んだ昆虫や美輝の迎撃に使われている。しかし恥も外聞も無い美輝とは違い、基本的に美輝以外の人が見ている前では投げないため、店では客をはさんで膠着状態になることも。陰湿な悪戯や武器に頼っている通り、純粋な戦闘力は美輝には劣るが、梅干の種を測定不能なほど飛ばすなどの常人以上の身体能力を有する。
思い込みが激しく、恋したお地蔵様の欠片を食べたり、美輝の嫌がらせである「湯通し小石のポン酢がけ」を対抗心で無理矢理完食したり、一度死んだと思った人間に対しては幽霊だと信じ込み怖がって暴れる（過去に勘九郎と茅原先生を幽霊だと思い込んでいたが、どちらも話として決着が付いている）。
美輝と同じく酒を飲むと性格が変わり、関西弁や広島弁などが混ざった乱暴な言葉遣いになり、超凶暴化、殴る・蹴るの暴力魔となり普段の美輝に匹敵する威力を発揮する（が、持久力は元のままなので長期戦では不利）。この時の彼女は「普段隠している陰湿な部分をさらけ出して暴れ回っている」状態と各所で推測されている。美輝と共に酔うと美輝に対してセクハラ・アルハラ・パワハラを働き、商店街の花見では「見ているだけで酔いがさめるほどに恐ろしいやり取り」が始まることから、この2人には酒を飲ませてはいけないことになっているらしい。しかも美輝同様、翌日には酔っている間の記憶が全部無くなってしまうため、花見に行った記憶が（数年分）無く、大概は周りの人間から「夢オチ」にされている。
テッコツ堂の伊原カンナにパンの作り方を教えたりと、基本的におだてに弱く乗せられやすい口である。店長の吹雪マリにはかつての自分を見たことで彼女に技を授けるべく串投げの伝授を試みるも失敗、その時の所持品より新たに選出した道具を武器として使えるように仕込んだりもした。

### 花見町近辺
西山 勘九郎（にしやま かんくろう）
声 - 檜山修之
美輝が小学生の頃から美輝にいじめられ続け、復讐のために修行を重ね、花見町に戻ってきた男。何故か語尾に「ニャ」が付く。常日頃から挑戦状を持ち歩いており、美輝に勝負を挑むも基本的には一撃で粉砕される。決して弱いわけではないが、結果が伴わないのは美輝もその分だけ強くなっているためである。無印第183話でやっと美輝に渾身の一撃を喰らわせた。
美輝からは一度たりともしっかりと名前を覚えられたことはなく、デカブツなどと適当に呼ばれる。その理由は出会いに関係しているのだが、要は自分のせいである。無印最終話でやっと覚えてもらったが、『N』でまた忘れられていた（その後、名前を呼ばれることがあるので再び覚えてもらった模様）。
元々はフリーターで、アルバイトをしながら生活していた。美輝が絡まなければ真面目で熱血な好人物であり、基本的には美輝以外の女性に手を上げたりするような事もない。勘九郎自身は報われないことが圧倒的に多いが、悩める人たちに関わって希望を与えたり、感謝されることが多い。
年齢は不明だが、4年制大学を卒業しており、美輝の1つか2つ上ということが明らかにされている。
『N』では商店街を脅かす存在として登場したスーパーマーケット「テッコツ堂」に就職し、店員"青鮫（あおざめ）"として着ぐるみに身を包み働いている。元々気さくな性格なので客には人気があり、着ぐるみ着用時は敬語で喋る。正体がバレたら解雇される旨を上層部より通達されているため、周囲の人間には青鮫の正体が自分であることを伏せ、声色さえも変えているようであるが、流石に犬の鼻までは誤魔化せず、戦友の敏行にはバレている。
カンナとはテッコツ堂開店前に出会っており、その際喧嘩を楽しんでいるカンナを見て「将来、鬼丸美輝のようになるのではないか」と危惧し説得しようとするが失敗。それを見ていたテッコツ堂オーナーがカンナの教育係として招き入れた経緯がある。
第12話で青鮫としての勤務中、彼の正体を暴こうとした美輝を着ぐるみの特性を活かしてKOしてしまい、以来「青鮫」としての彼は美輝につけ狙われている。ところが美輝が青鮫の事ばかりを気にして特訓したり、挑戦状を書いたり、新技を開発したりするため（ちょうど普段の美輝と勘九郎の関係とは正反対の関係性を持つことになる）、嬉しい反面で悲しく勘九郎として青鮫がうらやましいという、「変身ヒーローのジレンマ」の如き症状を患うことになる。
茅原 智香（かやはら ともか）
声 - 峯香織
鬼丸飯店の常連客。高校教師。普段からジャージ姿で、普段着は人から借りないと無いようである（三者面談の際には、めぐみから彼女の高校時代の制服だったセーラー服を借りて臨んでいる）。元の顔の作りは悪くはないのだが、異常に落ち込み易く終始うつむき加減で喋る、加えて何やら形容しがたい雰囲気をかもし出すことから不良少年もビビる「最凶の顔面」を持ち、訳も無く周囲の人から怖がられる。そのためよく自殺を謀るが、毎回のように失敗したり邪魔されたりして未遂で終わる（アニメ版では学校を辞めたがるという原作より軽い設定になった）。普段は無表情だが、鬼丸飯店のラーメンを食べた時のみ笑顔になる。彼女の「ラーメン・スマイル」には学校の教え子の中にもファンがいる様子。
美輝やめぐみのような高い戦闘力はないが、無闇矢鱈な一途さで、肉体の限界を超えた力を発揮することもしばしば。アニメ版ではビルの外壁に張り付いて垂直移動するなど、特殊な能力を持つ。顧問不在のため廃部寸前だった忍者研究部の顧問となる。
めぐみには怨霊と間違えられていて怖がられているため、顔を隠した状態で友好関係を結んでいる。その後めぐみに自分自身が幽霊ではないと決着がつき、転勤のため花見町を後にした。『N』では第52話に登場。
敏行（としゆき）
声 - 納谷六朗
鬼丸飯店の出前常連客である遠藤家の飼い犬（フレンチ・ブルドッグ）。遠藤家の長女若菜を慕っていてよく若菜と散歩している。猛犬で遠藤家の敷地に侵入した人間、若菜に対して酷いことをした人間および、悪人（臭いで判る）、殺気立った人間には容赦なく襲い掛かる。噛み付き技の他にキック技を主体とした格闘技を持ち、美輝に勝るとも劣らぬ戦闘力を有する。以前若菜を救った勘九郎とは友人関係でスパークリングパートナー。美輝とは両者認めるライバル関係で名前を覚えられ、一向に美輝に名前を呼んでもらえない勘九郎よりも立場が上なのかと、周囲の涙を誘っている。
人間の言葉を理解するぐらいの頭の良さは持っており、飼い主の遠藤家には若菜を含め絶対服従している。そのため若菜に怒られると、かなり落ち込む。嫌いな物は野菜。フルネームは「遠藤敏行」。若菜に拾われる前は野犬達の間で「獣王」と呼ばれていた。
遠藤 若菜（えんどう わかな）
声 - 中島沙樹
鬼丸飯店の出前常連客である遠藤家の一人娘。飼い犬の敏行をとても可愛がっている。小学生で飼育係。お年頃なのか恋愛関係に興味があるらしく、勘九郎は美輝に恋していると勘違いしている。結構しっかりしているように見えるが、たまに抜けたところもある。町中で飼い犬の敏行を乗り回すなど結構大胆な行動も多い。登場人物の中でもコスチュームが多く、殆ど腋が見えるノースリーブである。
本作で唯一両親共に存在が描写されており、母親の名前は真由美（声 - 寺田はるひ）、父親の名前は佑介。遠藤家は基本的にかかあ天下。
辻 逸色（つじ いっしき）
声 - 阪口大助
さすらいのマジシャンで現在は修行中。手品の腕はあるが、上がり症で人前で手品をするのが苦手でよく失敗し、成功した時よりもすごい手品になったりする。その為、人前で堂々と負ける・負けても懲りずに再挑戦する度胸のある勘九郎に感銘を受けて師匠と呼んでいる。よく失敗した時に出てくる動物は彼自身が飼っているらしい。普段は手袋をしているが、その下はその動物に噛まれて傷だらけである。
最初の頃は公園や鬼丸飯店前で手品をしていたが、後に客寄せのためにめぐみのパン屋の前で手品をするようになる。かばんの中に手品の種を仕掛けてあり、中がどうなっているのか気になる美輝によく襲われている。初登場の回で図らずも美輝をKOして、しっかり名前も覚えられている。
基本的には常識人寄りのキャラクターであり、太田が不在・または暴走した時にはツッコミ役も務める。
酔った状態でめぐみに追い回される美輝に頼られたことから、その状態をもう一度見たくて、2人にわざと酒を飲ませたりしている。
街の創立記念式典を境に花見町を離れる。その際、だいぶ人前でのマジックに馴れてきたようである。
『N』では第40話に登場。海外で修行を兼ねた巡業中に凧に乗った美輝に連れ出され、一時的に帰還を果たす。以前ほど酷くはないが、上がり症はまだ完全に治ってはいない。第52話では前シリーズの他のレギュラー同様呼ばれてはいたが、ある事情から参加できなかった。
権藤 エツ子（ごんどう エツこ）
声 - 斎藤千和
花見町の交番に配属された新米の警察官。美輝を大戦鬼＝悪として認識している。縄を使った「権藤流捕縛術」を使う（この技も美輝同様に我流のものだと思われる）。正義感が強く、暴虐の限りを尽くす美輝を諸悪の根源のように付け狙うが、誰とでも付き合える美輝と違い人望は薄く、子供時代ぬいぐるみしか友達がいなかったようで、子供に人気のある美輝のことを本当は羨ましがっている。また、人の言葉を信じやすい傾向がある。コンプレックスは太い眉毛。町の住人（子供達）と仲良くなろうとする努力も見られる。
『N』では第9話に小さい後姿だけではあるが登場し、さらに第52話に登場。
坂田（さかた）
権藤の上司で一応所帯持ち。本作中で一番性格的には落ち着きがあり、彼女の歯止め役となっている。権藤登場以前から名無しの脇役としてちょくちょく登場していた。
風月先生
声 - 古島清孝
美輝とめぐみの小学校時代の担任教師だった人で、現在は2人の母校の教頭職に就いている。時々先を見越したような謎な行動を取る。めぐみが串投げを思いつくきっかけとなったほどチョーク投げの腕が冴えている。美輝曰く「迷惑な性格」。投げ方にかなりのバリエーションがある。
花見町イエロースターズ
花見町の少年野球チームであり、たまに美輝もメンバーに飛び入り参加をしている。また美輝が出前の時に道に迷ったら教えたりもしている。
平野（ひらの）
花見町のイベントで司会を担当するアナウンサー。テッコツ堂にてシーレンジャーショーが開かれた時にもステージで司会をしていた。基本的には動じない性格だが、想定外の事態になると思考がついて行けず失神する事も。マイクを持つ時に小指を立てるのがチャームポイント。

### スーパー「テッコツ堂」
『N』から登場したスーパーマーケット。花見町商店街のライバルとして登場する。
伊原 カンナ（いはら カンナ）
テッコツ堂オーナーの孫娘にして看板娘。両親は事故で他界しており、オーナーである祖父一人によって育てられてきた。現在はオーナーがいつでも彼女を監視できるようテッコツ堂で働いている。常時太鼓のバチを持ち歩き、喧嘩を「祭」と呼び、強者である美輝を「お姉さま（もしくは美輝姉）」と慕っていて憧れている。性格は純朴でめぐみとは正反対に位置するライバルとして位置づけされている。めぐみを「女王様（クイーン）」と呼んでいる。
現役の高校生で県立花見高校1年生。山車を作ったり犬小屋を作ったりと結構器用。イベントの賞金よりもそれ自体を楽しむなど、とにかく騒ぐ事が大好きな「お祭り娘」。そんな今がものすごく楽しくて、将来のことを考える余裕がないからなのか、自分自身で「チャランポラン」に生きていると発言。チャランポランに生きているためか全力で守ったりする人や物はないらしい。太田の影響で戦隊モノにハマっているようである。
甲斐 隆之（かい たかゆき）
テッコツ堂鮮魚コーナー社員。髪型はサメのヒレのようなもみ上げとサメの尾のような襟足が特徴。非常に血の気が多く、商店街に対し敵意をむき出しにしている。手狭な老朽化した家で暮らす貧乏大家族の長男で倹約家。家族全員が不自由なく暮らす家を建てることが夢で、そのために普段は家族のためにスーパーの残り物を貰ってくるなど「良き兄貴」として申し分ない生活をしている。妹や弟達に好きなものを食べられない生活を強いざるをえない状態については、素直に申し訳なく感じているらしい。
正義感は強く、トレカ泥棒事件の折は一時的に美輝との共闘も果たしている。また涙もろく、初登場時は美輝の発言に感銘を受けた。敵対勢力である美輝達が貧しい自分の家族に料理を提供していたのを拒絶していたが、内心それを感謝し、それを表に出せない描写もあった。それなりに強いらしいが、よく他の人物達のバトル中の巻き添えを食らって撃沈するため、あまり本人が戦闘に出ることはない。ネコの笑顔や哀しい顔にとても弱い。
甲斐 このみ（かい このみ）
甲斐の妹。普段は仕事に出ている兄に代わって弟達の世話をしている。家族思いの健気な性格。
青鮫（あおざめ）
テッコツ堂鮮魚コーナー社員。常に鮫の着ぐるみを上下逆に（これが正しい着方らしい）着ている。冷静に甲斐やカンナのストッパーをしている。伊原カンナの事情をよく知っており、周りに説明をすることが多い。常に敬語。また、美輝をダウンさせたりするほど強い。テッコツ堂のマスコットとして、子供たちを中心に多くの客から愛されている。
その正体は西山勘九郎。勘九郎自体は美輝より弱いが、青鮫の着ぐるみをつけている間は戦闘能力が上昇している。着ぐるみは休日に洗濯をしているようである。現在の着ぐるみは元スペアの2代目である（初代はどこかに埋葬されたらしい）。鍋の季節の間だけアンコウの着ぐるみを着ていたが、甲斐達からは相変わらず「青鮫」と呼ばれていた（このスーツは正体がバレた後の勘九郎と美輝との戦いにおいて美輝が装着した）。
オーナーとは「正体がばれたらクビ」という約束になっていたが、客からの熱烈な要望によって正体発覚後もテッコツ堂で働き続けることになった。
吹雪 マリ（ふぶき マリ）
スーパー「テッコツ堂」の店長。お嬢様育ちで気弱な性格。その「お嬢様」扱いを気に病んでいたが、めぐみの指導を受けて以降「ガンタッカー」を武器としている。店長という肩書きは伊達ではなく、第33話では美輝のために青鮫と伊原カンナに命令を下した。実は美脚。空気が読めない。
オーナー
テッコツ堂オーナーでカンナの祖父。最後まで素顔が不明で、想像図では鮫の歯の骨として描かれた。常に敬語で物腰が低そうだが、かなりの気迫がある。

### 戦隊
太田が心酔しているテレビ番組（劇中劇）のシリーズで、この世界におけるスーパー戦隊シリーズに該当する。事ある毎に登場する『無敵看板娘』世界の名物の一つ。一年単位で番組交代が行われ、最終回放映時には必ず太田（と美輝）によって騒動が巻き起こされる。
環境戦隊エコレンジャー
地球の自然環境を守る「エコロジー戦隊」。アニメには15話にのみ登場した。戦隊では珍しいグリーンリーダー戦隊。初めはレッド・ブルー・グリーンの3人だけであったが、後にピンクとイエローが登場した。だがピンクは影が薄く、子供達に忘れられやすい。敵幹部にヘドロア将軍を擁し、森林バッサイダーや水質ヨゴスンダーといった怪人がいる。
侍戦隊ブシレンジャー
正義の武士魂で悪の将軍「アクダイ・カーン」の軍勢と戦う戦隊。アニメには15話にのみ登場した。モチーフは「武士（侍）」。戦隊メンバーであるブラックの父が敵幹部におり、重厚なる人間ドラマとしての側面も持つ。
超空戦隊スターレンジャー
ブシレンジャー終了後、いつの間にかスタート。モチーフは「空（天）」。アニメ版では作中登場戦隊として他の戦隊を差し置いて採用された。戦隊主人公達よりも秋吉冬美が演じる敵幹部「月光将軍ヘルズバニー」に人気が集中した。太田も一時その魅力に負けて悪の路に走りそうになったが、エコレンジャーとブシレンジャーの遺した魂を思い出し、正義への復活を果たした。
なお、ヘルズバニーはその人気ゆえ、最終話において悪の黒幕よりも後に倒されている。その時、太田は敵ながらも己を貫ききった彼女の死を悼み、美輝や近所の子供達と共に追悼集会（というか葬儀）を執り行った。更に第1回キャラクター人気投票において10位にランクインした。
当初、作者はヘルズバニーと同じ格好をした側近の子供 (?) 2人（カオスラビッツ）も登場させる予定だったが、コマが狭くなるとのことで結局この2人は作品中に出ることはなく、単行本の話と話の間のページに一度だけ出てきただけである。
神聖戦隊ブツレンジャー
仏教の法力をもって悪鬼羅刹と戦う僧侶戦隊。「マニアへの小ネタ」や「大人も意識した造り」が評判となった戦隊で、お風呂シーンなどがお約束となっていた。それ故に旧来よりの戦隊ファンである太田は、当初この作品を嫌っていた。しかし美輝達に「お前（太田）の戦隊好きはもはやお前だけのものではない」と諭され、渋々観てみたところ再評価し、前作同様ハマる事になる。
悪のボスには前シリーズでヘルズバニーを演じて人気を博した秋吉冬美を「鬼獄界の主 狂闘王アーシュラ」役として起用している。
前述の通りシリーズでは近年まれに見る人気作へと成長したが、一方でその人気に目をつけて子供達を騙すブツレンジャー詐欺も横行した。
海洋戦隊シーレンジャー
海の力で戦うブルーオンリー戦隊。5人のメンバー（アクアブルー、マリンブルー、クリアブルー、オーシャンブルー、ディープブルー）全員が海洋生物と青をモチーフとした戦隊である。構成メンバーは全員男性。「海」を象徴するかのように使用する武器も銃や刀剣ではなく「三つ叉の矛」であり、合体ロボットは上面から見た船のような姿の「海王丸」。ただし、敵を倒す事ではなく敵を疲弊させ浄化（改心）させる事を目的とした戦隊である。敵の浄化はシーレンジャーの長官的役割であるクラーケンクイーンが行う。また6人目の戦士として「サーペント・ジョー」も存在。彼はただ、仲間の喜ぶ顔を見たいが為に表舞台に出る事を良しとせず、ただひたすらに影で人知れず悪と戦い続け5人のヒーローの負担を減らしていた。最終回は1時間のスペシャルが組まれた。
番組グッズである菓子のポテトチップ（うすしお味）には、トレーディングカードが食玩のオマケとしてついており、これが人気を博している。しかし、店の陳列棚の商品からカードだけを抜き取る窃盗犯が横行した。
秋吉 冬美（あきよし ふゆみ）
声 - 甲斐田裕子
アクション女優。戦隊シリーズのレギュラー俳優。お忍びで鬼丸飯店に外食に来るが、変装しているため余計に怪しまれている。プロとしてのプライドがあり、その気迫は美輝にテレパシーとして伝わった。

## 書誌情報
- 佐渡川準 『無敵看板娘』 秋田書店〈少年チャンピオン・コミックス〉、全17巻
  1. 2002年11月14日発行、ISBN 4-253-20351-5
  2. 2003年1月30日発行、ISBN 4-253-20352-3
  3. 2003年3月27日発行、ISBN 4-253-20353-1
  4. 2003年6月26日発行、ISBN 4-253-20354-X
  5. 2003年9月21日発行、ISBN 4-253-20355-8
  6. 2003年12月18日発行、ISBN 4-253-20356-6
  7. 2004年3月18日発行、ISBN 4-253-20357-4
  8. 2004年6月17日発行、ISBN 4-253-20358-2
  9. 2004年8月5日発行、ISBN 4-253-20359-0
  10. 2004年10月21日発行、ISBN 4-253-20360-4
  11. 2005年1月6日発行、ISBN 4-253-20781-2
  12. 2005年4月8日発行、ISBN 4-253-20782-0
  13. 2005年6月8日発行、ISBN 4-253-20783-9
  14. 2005年9月8日発行、ISBN 4-253-20784-7
  15. 2005年12月8日発行、ISBN 4-253-20785-5
  16. 2006年3月8日発行、ISBN 4-253-20786-3
  17. 2006年6月8日発行、ISBN 4-253-20787-1
- 佐渡川準 『無敵看板娘N』 秋田書店〈少年チャンピオン・コミックス〉、全5巻
  1. 2006年7月7日発行、ISBN 4-253-21161-5
  2. 2006年10月10日発行、ISBN 4-253-21162-3
  3. 2007年2月8日発行、ISBN 978-4-253-21163-5
  4. 2007年5月8日発行、ISBN 978-4-253-21164-2
  5. 2007年7月6日発行、ISBN 978-4-253-21165-9

## テレビアニメ
よみうりテレビ (YTV) 、tvk、チバテレビ、テレ玉の各局で、2006年（平成18年）7月から9月（YTVは10月）まで放送されたテレビアニメ（UHFアニメ及び深夜アニメ）。30分枠で1回の放送につき2話放送（1話約11分）。全12回で全24話が放送された（アナログ親局がVHFであるYTVでは初めて放送されたUHFアニメで、幹事局として製作委員会に参加した。在阪局としてはUHFアニメ参入は最後発である）。
テレビ放送のほかに、BIGLOBEストリームやフレッツスクウェアにて無料配信によるプロモーション映像や本編の同時ストリーム配信がされていたが、現在は配信終了。2007年8月より「アニメBB」にて期間限定配信がスタートしていたが、配信サイトのサービス終了に伴い現在はバンダイチャンネルにて視聴が可能であり単パートを１話としての配信になっている。
YTVのイベントの一つである天保山10デイズわくわく宝島開催期間中の2006年（平成18年）8月5日に開催された「よみうりテレビ 夏のアニメ祭り」では神無月めぐみ役の小清水亜美が参加した。
脚本は原作に準拠しており、時には複数のエピソードから要素を組み合わせる事もある。全体として原作の流れから大きく逸脱する事は無かった。ただし極端な暴力や自殺、その他の反社会的要素に強く依存したエピソードは採用されていない。また、辻と権藤は最終回の最終カットで群集に紛れて描かれたのみの登場。
デザインはアニメ用にリファインされ比較的すっきりした顔立ちになり、美輝などは手足がよりスリム化している。他のキャラクターも含め、原作ほど極端なデフォルメ描写は行なわれていない。
要所で見せるアクションはアニメならではと言える。特にめぐみはこの恩恵を受け、スピードや跳躍力において原作以上の力を発揮して美輝に食い下がり、勘九郎も同様の頑張りを見せた。最終的な勝者が美輝または真紀子という構図は揺るがないものの、原作ほど一方的なバトルはなくなっている。
アニメのDVDシリーズは第1巻と第2巻には初回限定生産分がある。第1巻初回限定特典は「超空戦隊スターレンジャー」OP風プロモーション映像も収録（作詞 - 佐渡川準 / 作曲 - 菊池俊輔 / 歌 - MoJo）。第2巻初回特典である恒例の全巻収納用ボックスは「オカモチ風仕様」という前代未聞且つ、この作品に相応しいものとなっている。
平成18年度第10回文化庁メディア芸術祭アニメーション部門審査委員会推薦作品。

### スタッフ
- 原作 - 佐渡川準[1]
- 監督 - 富沢信雄[1]
- 助監督 - 末永宏一
- シリーズ構成 - 待田堂子[1]
- キャラクターデザイン・総作画監督 - 中路景子[1]
- 美術監督 - 新田博史[1]
- 色彩設計 - 山本智子
- 撮影監督 - 宮川淳子
- 編集 - 笠原義宏
- 音響監督 - 菊田浩巳
- 音楽 - 高木隆次[1]
- プロデューサー - 伊平崇耶、川瀬浩平、池田慎一、斎藤朋之、里見哲朗
- 制作プロデューサー - 谷口理
- エンディング原画 - 大塚康生
- 制作 - テレコム・アニメーションフィルム[1]
- 製作 - 鬼丸飯店（東芝エンタテインメント、ジェネオンエンタテインメント、読売広告社、讀賣テレビ放送、テレコム・アニメーションフィルム）

### 主題歌
オープニングテーマ「WILD SPICE」
作詞・歌 - 奥井雅美 / 作曲・編曲 - Monta
エンディングテーマ「無敵なsmile」
作詞・作曲・歌 - 高橋直純 / 編曲 - NONAKA<MASA>YUICHI

### 各話リスト
| 回数 | 話数 | サブタイトル                   | 脚本     | 絵コンテ   | 演出       | 作画監督   |          |
| ---- | ---- | ------------------------------ | -------- | ---------- | ---------- | ---------- | -------- |
| 1    | 1    | 無敵看板娘                     | 待田堂子 | 末永宏一   | 末永宏一   | 末永宏一   |          |
| 1    | 2    | もう一人の看板娘               | 待田堂子 | 末永宏一   | 末永宏一   | 末永宏一   |          |
| 2    | 3    | 挑戦者 その名は西山勘九郎      | 広田光毅 | 末永宏一   | 小山田桂子 | 野口寛明   |          |
| 2    | 4    | 我が戦いに終点なし             | 広田光毅 | 富沢信雄   | 末永宏一   | 末永宏一   | 末永宏一 |
| 3    | 5    | かつてない強敵                 | 竹内利光 | 増田敏彦   | 小山田桂子 | 毛利志乃舞 |          |
| 3    | 6    | あの子の涙をぬぐいたい         | 竹内利光 | 増田敏彦   | 末永宏一   | 末永宏一   |          |
| 4    | 7    | 旅立ちの前に                   | 待田堂子 | 末永宏一   | 小山田桂子 | 野口寛明   |          |
| 4    | 8    | 私があなたを導きましょう       | 待田堂子 | 末永宏一   | 小山田桂子 | 毛利志乃舞 |          |
| 5    | 9    | 白黒つけようぜ                 | 竹内利光 | 矢野雄一郎 | 矢野雄一郎 | 中路景子   |          |
| 5    | 10   | 踏み台はお前だ!!               | 竹内利光 | 矢野雄一郎 | 矢野雄一郎 | 中路景子   |          |
| 6    | 11   | 対決! ワンワンVSニャーニャー   | 広田光毅 | 増田敏彦   | 池島博史   | 野口寛明   |          |
| 6    | 12   | 赤い糸に見えた溝               | 広田光毅 | 増田敏彦   | 池島博史   | 野口寛明   |          |
| 7    | 13   | ひきはがせ偽りの笑顔           | 広田光毅 | 飯島正勝   | 小田原男   | 山縣亜紀   |          |
| 7    | 14   | 潜入! 鬼の巣                   | 広田光毅 | 飯島正勝   | 小田原男   | 山縣亜紀   |          |
| 8    | 15   | 確かに奴は最強に見えた         | 竹内利光 | 矢野雄一郎 | 小山田桂子 | 滝口禎一   |          |
| 8    | 16   | 悪者がやってきた               | 竹内利光 | 矢野雄一郎 | 小山田桂子 | 滝口禎一   |          |
| 9    | 17   | 堕ちかけた巨星                 | 待田堂子 | 眉月裕     | 小山田桂子 | 末永宏一   |          |
| 9    | 18   | 考える母                       | 待田堂子 | 眉月裕     | 小山田桂子 | 末永宏一   |          |
| 10   | 19   | 働いて勝ち取れ                 | 竹内利光 | 増田敏彦   | 池畠博史   | 野口寛明   |          |
| 10   | 20   | 激突! 西山勘九郎VS神無月めぐみ | 竹内利光 | 増田敏彦   | 池畠博史   | 野口寛明   |          |
| 11   | 21   | 背中で語るあいつ               | 待田堂子 | 富沢信雄   | 小山田桂子 | 滝口禎一   |          |
| 11   | 22   | 喜色満面死闘                   | 待田堂子 | 矢野雄一郎 | 小山田桂子 | 山縣亜紀   |          |
| 12   | 23   | 君が壊れたとき                 | 広田光毅 | 矢野雄一郎 | 富沢信雄   | 末永宏一   |          |
| 12   | 24   | 葬られた宴                     | 広田光毅 | 矢野雄一郎 | 富沢信雄   | 中路景子   |          |

### 放送局
| 放送地域   | 放送局               | 放送期間                 | 放送日時                     | 放送系列       | 備考                            |
| ---------- | -------------------- | ------------------------ | ---------------------------- | -------------- | ------------------------------- |
| 千葉県     | チバテレビ           | 2006年7月5日 - 9月20日   | 水曜 2:00 - 2:30（火曜深夜） | 独立UHF局      |                                 |
| 埼玉県     | テレ玉               | 2006年7月7日 - 9月22日   | 金曜 2:00 - 2:30（木曜深夜） | 独立UHF局      |                                 |
| 神奈川県   | tvk                  | 2006年7月7日 - 9月22日   | 金曜 2:15 - 2:45（木曜深夜） | 独立UHF局      |                                 |
| 近畿広域圏 | よみうりテレビ       | 2006年7月24日 - 10月17日 | 火曜 2:12 - 2:42（月曜深夜） | 日本テレビ系列 | 製作委員会参加 MONDAY PARK第2部 |
| 日本全域   | BIGLOBEストリーム    | 2006年7月25日 - 10月10日 | 火曜 15:00 配信              | ネット配信     |                                 |
| 日本全域   | フレッツ・スクウェア | 2006年7月25日 - 10月10日 | 火曜 15:00 配信              | ネット配信     |                                 |
| 日本全域   | キッズステーション   | 2007年1月10日 - 3月28日  | 水曜 0:30 - 1:00（火曜深夜） | CS放送         |                                 |
| 日本全域   | AT-X                 | 2012年4月5日 - 6月28日   | 木曜 11:00 - 11:30           | CS放送         |                                 |

| よみうりテレビ MONDAY PARK第2部 | よみうりテレビ MONDAY PARK第2部 | よみうりテレビ MONDAY PARK第2部 |
| 前番組                          | 番組名                          | 次番組                          |
| ------------------------------- | ------------------------------- | ------------------------------- |
| 犬夜叉 （再放送）               | 無敵看板娘                      | ブラック・ジャック （再放送）   |

## ラジオ
- 素敵看板娘（インターネットラジオ）

## ドラマCD
無敵看板娘 －無敵なドラマCD－
2006年10月25日発売。アニメではモブキャラクターとしての露出に止まっていた辻と権藤が正式に登場。
登場人物 - 担当声優
- 鬼丸 美輝 - 生天目仁美
- 神無月 めぐみ - 小清水亜美
- 鬼丸 真紀子 - 定岡小百合
- 太田 明彦 - 中村悠一
- 西山 勘九郎 - 檜山修之
- 遠藤 若菜 - 中島沙樹
- 辻 逸色 - 阪口大助
- 権藤 エツ子 - 斎藤千和